# خوزه لوئیس کاپون
خوزه لوئیس کاپون (انگلیسی: José Luis Capón; ۶ فوریهٔ ۱۹۴۸ – ۲۹ مارس ۲۰۲۰) بازیکن فوتبال اهل اسپانیا بود.
از باشگاه‌هایی که در آن بازی کرده‌است می‌توان به باشگاه فوتبال اتلتیکو مادرید و باشگاه فوتبال الچه اشاره کرد.
وی همچنین در تیم‌های ملی فوتبال اسپانیا و زیر ۲۳ سال اسپانیا بازی کرده‌است.
وی در ۲۹ مارس ۲۰۲۰ بر اثر ابتلا به کرونا درگذشت.